# شبه‌جزیره اوشیکا

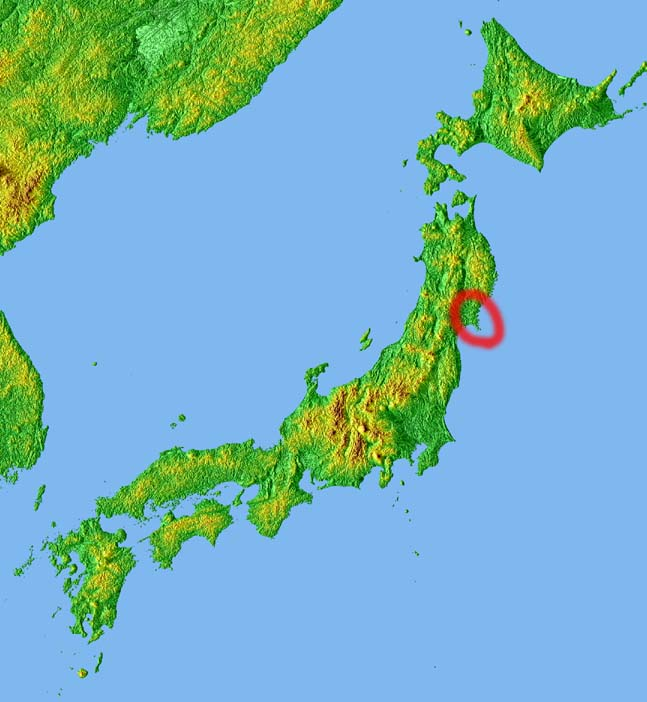
شبه جزیرهٔ اوشیکا.

شبه جزیرهٔ اوشیکا (牡鹿半島 Oshika-hantō، also pronounced "Ojika") در قسمت جنوب شرقی اقیانوس آرام و در شمال هونشوی ژاپن واقع شده‌است. از نظر تقسیمات کشوری جزء استان میاگی به شمار می‌آید.
این جزیره نزدیکترین بخش از هونشو به کانون زمین‌لرزه و سونامی ۲۰۱۱ توهوکو بود و تنها ۷۲ کیلومتر با این کانون فاصله وجود داشته‌است در ۱۴ مارس ۲۰۱۱ در حدود ۱۰۰۰ جسد در ساحل این شبه جزیره یافت شد. در مقایسه با قبل از زمین لرزه این جزیره ۵٫۳ به طرف مشرق تغییر مکان داده‌است و ۱٫۲ متر در آب فرورفته و از ارتفاع آن کاسته شده‌است. روستاهای بسیاری در امتداد سواحل این شبه جزیره که ادارهٔ آنان برعهدهٔ ایشینوماکی، میاگی بود، در طی این زمین لرزه، دچار آسیب و خسارت شدید شدند.

## نگارخانه

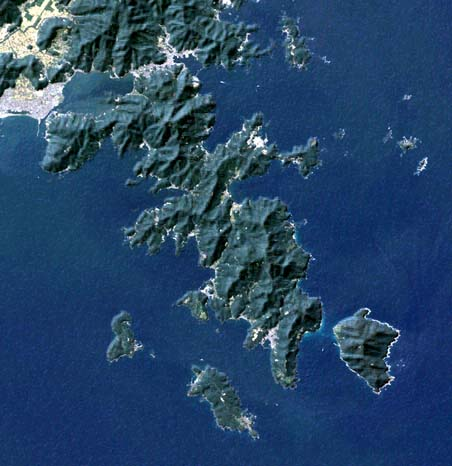
شبه جزیره اوشیکا